# Amirani (volcan)
Pour l’article homonyme, voir Amiran.
L'Amirani est un centre éruptif situé sur Io, satellite galiléen de Jupiter, par 24,46° N et 114,68° W.

## Géographie
Situé au nord de Bosphorus Regio, le volcan se présente sous la forme d'une montagne en forme de demi-cercle de 37 km de longueur. De cette montagne part un étroit chenal emprunté par une coulée de lave longue de 330 km en direction du nord. La moitié méridionale de cette coulée est couverte d'une couche brillante et diffuse de dioxyde de soufre déposée par un panache volcanique riche en soufre.

## Histoire
L'Amirani a été découvert en mars 1979 sur les images satellites prises par la sonde Voyager 1. Dans le courant de l'année, l'UAI l'a baptisé en référence à Amirani, un des principaux héros de la mythologie géorgienne.